# Patrick Moore (environmentalista)
Patrick Albert Moore (* 15. června 1947) je kanadský průmyslový konzultant, bývalý aktivista a bývalý prezident Greenpeace Canada. Od chvíle, kdy opustil Greenpeace v roce 1986, Moore kritizoval environmentální hnutí za to, co on označuje jako taktiku strašení a dezinformaci a řekl, že environmentální hnutí „opustilo vědu a logiku ve prospěch emocí a senzacionismu“. Podle Greenpeace, Moore je „placený mluvčí jaderného průmyslu, těžebního průmyslu a průmysl genetického inženýrství“ který „využívá své dávno minulé angažmá v Greenpeace pro propagaci své současné role mluvčího různých korporací“. Je členem organizace Environmentalisté pro jadernou energii a zakladatelem poradenské firmy Greenspirit Strategies, kterou řídí.
Od doby, kdy opustil Greenpeace, Moore často zaujal ostré veřejné postoje proti řadě hlavních environmentálních skupin, včetně samotného Greenpeace, v mnoha otázkách, včetně lesnictví, jaderné energie, geneticky modifikovaných organismů a používání pesticidů. Moore také popřel konsenzus vědecké komunity v otázce změny klimatu, když uvedl, že zvýšení koncentrace oxidu uhličitého v zemské atmosféře je prospěšné, že neexistuje důkaz, že antropogenní emise oxidu uhličitého jsou odpovědné za globální oteplování a že i kdyby to byla pravda, zvýšená teplota by byla prospěšná pro život na Zemi. Tyto názory jsou v rozporu s vědeckým konsensem o účincích globálního oteplování, u kterého se očekává, že bude mít významný a nevratný negativní dopad na klimatické a povětrnostní události po celém světě, což představuje vážná rizika pro lidskou společnost a pro jiné organismy, jako je acidifikace oceánů a zvýšení hladin moří.

## Životopis
Patrick Moore vystudoval lesnictví a genetiku na University of British Columbia v roce 1972 získal v oboru ekologie titul Ph.D.
Na konci 60. let se stal radikálním ekologickým aktivistou a v roce 1971 byl ve vedení kanadské pobočky Greenpeace. Na lodi Phyllis Cormack se účastnil protestů proti testům jaderných zbraní na Aleutách (Amčitka) a v roce 1975 známé blokády sovětských velrybářských lodí, která Greenpeace získala velkou popularitu. Devět let (1977–1986) byl prezidentem (předsedou) Greenpeace Kanada, 7 let (1979–1986, od jejího založení) ředitelem Greenpeace International. O jaderné energii se tenkrát vyjadřoval ve smyslu, že je „synonymem pro jaderný holokaust“.
V průběhu 80. let se Moore začal svými názory rozcházet s ostatními členy, protože se podle svých slov už „nedokázal ztotožnit se stále silnější snahou o odmítnutí udržitelného rozvoje a konsenzuální politiky ve prospěch neustálých konfrontací a narůstajícího extremismu“, hnutí se mu začalo zdát dogmatické a ideologické a cítil se v něm jako v intelektuální svěrací kazajce , hnutí se podle Moora rovněž začalo zaměřovat spíš na mediální prezentaci svých aktivit než na skutečné řešení problémů životního prostředí.
V roce 1986 Moore Greenpeace opustil, 4 roky byl viceprezidentem společnosti vyrábějící tepelná čerpadla, v roce 1991 založil poradenskou firmu Greenspirit, zabývající se ochranou životního prostředí, kterou od té doby řídí.
Moore se silně zasazuje za rozvoj jaderné energetiky (kterou považuje za nezbytnou součást jakéhokoliv realistického plánu na snížení spotřeby fosilních paliv a omezení skleníkového efektu) i obnovitelných zdrojů, pro konsenzuální ochranu životního prostředí společností a za trvale udržitelný rozvoj.
V listopadu 2007 Moore navštívil i Česko.
V únoru 2014 při slyšení před výborem amerického Senátu zpochybnil negativnost globálního oteplování.
Dne 30. března 2015 ve večerním vysílání rozhovoru pro Canal+ hájil zdravotní nezávadnost glyfosátu, účinné látky herbicidu Roundup, s tím, že ho můžete vypít skleničku a přitom vám neublíží. Podle svého tvrzení Patrick Moore není placeným lobbistou společnosti Monsanto, ale jen člověk, který věří v bezpečnost produktů Monsanto. Vypít sklenici herbicidu Roundup odmítl s tím, že není hloupý. Monsanto herbicid Roundup pít nedoporučuje, stejně jako třeba šampon nebo mycí prostředek na nádobí.